# NGC 1
NGC 1 es una galaxia espiral en la constelación de Pegaso de magnitud aparente +13,65. Descubierta por Heinrich Louis d'Arrest en 1861, es el primer objeto catalogado en el Nuevo Catálogo General. En las coordenadas utilizadas cuando se compiló el catálogo (epoch 1860), este objeto tenía la menor ascensión recta de todos los objetos catalogados, lo que hizo que fuera el primero de la lista al ser ordenados según este parámetro. Desde entonces, las coordenadas han cambiado y ya no tiene la menor ascensión recta entre los objetos NGC.
Es una galaxia espiral de tamaño medio a unos 150 millones de años luz de distancia. Visualmente se encuentra 1,8 arcmin al norte de la galaxia espiral NGC 2, si bien ambas galaxias no están relacionadas, estando la segunda al doble de distancia de la Tierra que la primera.